# Helcostizus echthroides
Helcostizus echthroides là một loài tò vò trong họ Ichneumonidae.